# Luis Marcelo Durán
Luis Marcelo Durán (Montevideo, Uruguay, 31 de agosto de 1974) es un exfutbolista uruguayo. Jugaba de delantero y militó en diversos clubes de Uruguay, Chile y Perú. 

## Clubes
| Club                   | País    | Año       |
| ---------------------- | ------- | --------- |
| Liverpool (Montevideo) | Uruguay | 1994-1996 |
| El Tanque Sisley       | Uruguay | 1997-1998 |
| Racing de Montevideo   | Uruguay | 1999      |
| Huachipato             | Chile   | 2000      |
| Central Español        | Uruguay | 2001-2003 |
| FBC Melgar             | Perú    | 2003      |
| Cerro                  | Uruguay | 2004      |
| Fénix                  | Uruguay | 2005      |
| San Marcos de Arica    | Chile   | 2005      |
| Cerro Largo            | Uruguay | 2006-2007 |
| Arturo Fernández Vial  | Chile   | 2007      |
| Cerro Largo            | Uruguay | 2008      |
| Juventud Las Piedras   | Uruguay | 2009-2010 |